# Bareng (Klaten Tengah)
Bareng is een bestuurslaag in het regentschap Klaten van de provincie Midden-Java, Indonesië. Bareng telt 4749 inwoners (volkstelling 2010).